# Polský ovčák nížinný
Polský ovčák nížinný (polsky: Polski Owczarek Nizinny, anglicky: Polish Lowland Sheepdog) je staré psí plemeno střední velikosti, vyšlechtěné v Polsku po 2. světové válce. Tento pes se vyvinul ze starých pasteveckých psů se šňůrovou srstí, kteří se dostali do Panonské nížiny. Z nich byli vyšlechtěni menší dlouhosrstí pastevci.
Mezinárodní kynologická federace (FCI) toto plemeno uznává (od r. 1963) a řadí jej do skupiny plemen ovčáckých, pasteveckých a honáckých. Číslo standardu je 251 a oficiální zkratka používaná v Česku je PON.

## Charakteristika

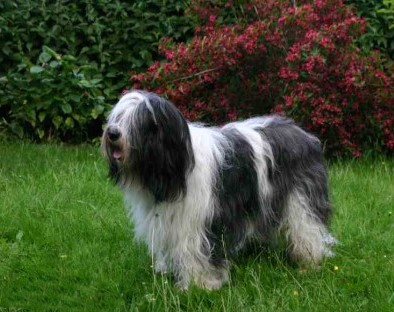
Fena polského ovčáka nížinného

### Vzhled
Hlava je středně veliká, nepříliš těžká, silně osrstěná, s výrazným stopem, skus je nůžkový, čenich je černý. Oči jsou středně velké, oválné a kaštanové barvy. Uši jsou široce nasazené a jsou srdcového tvaru. Krk je středně dlouhý a svalnatý. Záda jsou rovná, silně osvalená a hřbet lehce skloněný, břicho je lehce vtažené. Hrudní koš je silný. Stehna jsou svalnatá a tlapy jsou oválné. Ocas je zkrácený nebo zcela kupírovaný. Srst je velmi dlouhá a hustá, na hlavě spadá přes oči, většinou je hladká, může být i lehce zvlněná s jemnou podsadou. Všechny barvy srsti jsou povoleny. V kohoutku měří psi 43–52 cm a feny 40–46 cm. Hmotnost není standardem stanovena, ale pohybuje se okolo 20 kg, feny jsou trochu lehčí.

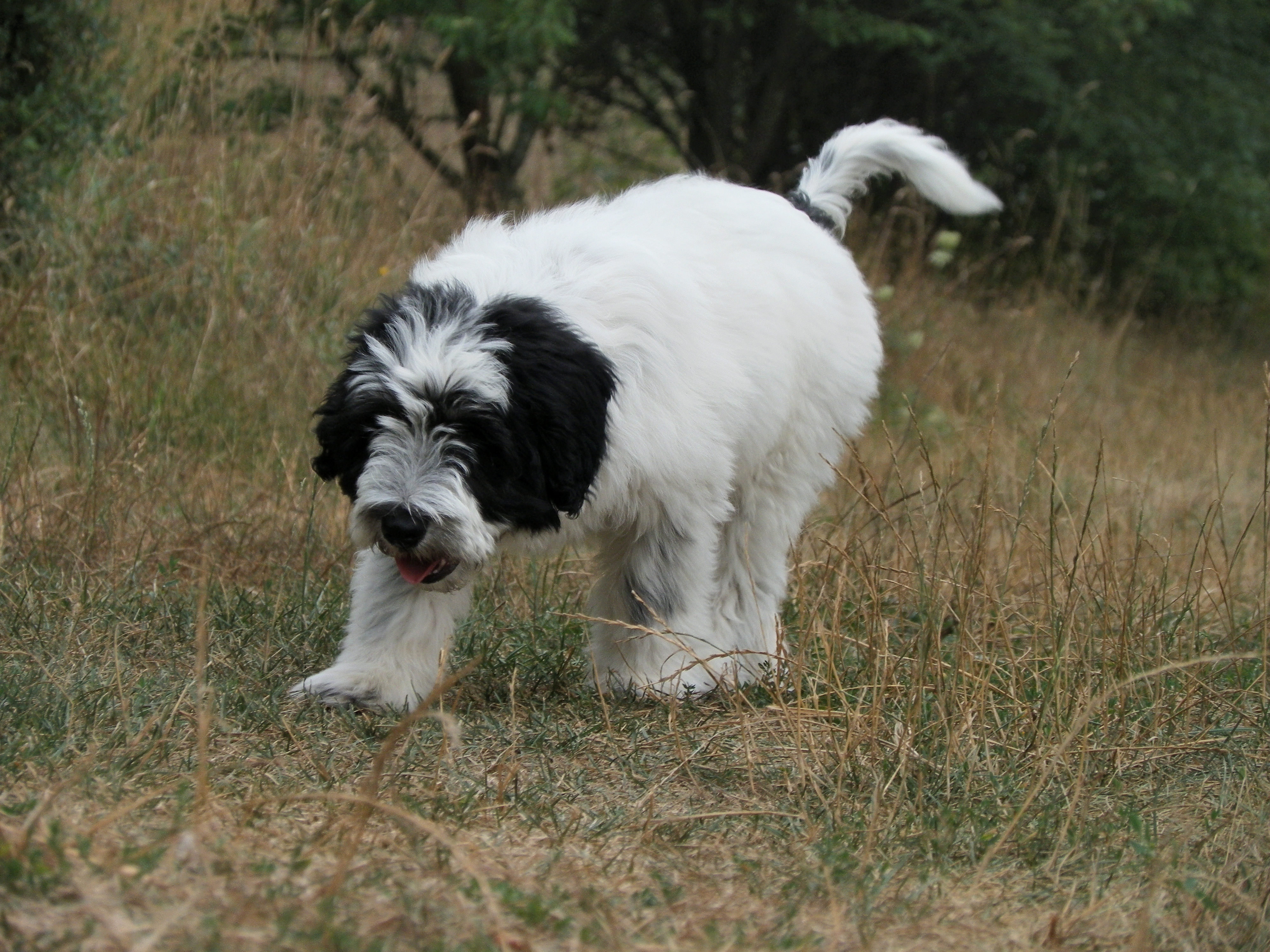
Tříměsíční štěně

### Povaha
Povahově je polský ovčák nížinný inteligentní, učenlivý, živý a velmi věrný svému pánovi či rodině. Je to vytrvalé, temperamentní a loajální plemeno psa. Je to pes přátelský a milý vůči své rodině, ale cizí ignoruje a v případě nutnosti proti nim dokáže i tvrdě zakročit. Je to dobrý hlídač, který sice příliš neimponuje velikostí, zato hlubokým štěkotem ano. Lehce se cvičí a je vhodný i pro začátečníky. Dobře vychází s dětmi, leckteré jejich hrátky přetrpí, ale ty „své“ si chrání a pokud má pocit, že jim někdo jiný ubližuje, bude se snažit je bránit. Pokud jej majitel chce chovat společně s jinými zvířaty, je vhodné, aby se s nimi seznámil již při příjezdu do nového domova. Nemá příliš vyvinuté lovecké pudy, naopak má vlohy pro pasení, takže se může stát, že se bude snažit jiná zvířata „nahnat do stáda“.

## Péče
Samotný polský ovčák nížinný není příliš náročný, ale jeho srst ano. Ta by se měla stále kartáčovat a udržovat v čistotě, věnovat se jí je nutné pravidelně každý den. Srst většinou nevypadává sama a je nutné odumřelé chlupy vyčesávat, jinak se z nich vytvoří dredy. K docílení rovné srsti je vhodné chlupy nejdříve mírně namočit, například psa postříkat rozprašovačem, a pak česat.
Důležitá je i péče o uši, které se musí často kontrolovat. Je to hlavně kvůli volánkům srsti, která se utvářejí na uších a ve kterých se drží bakterie. Ty mohou způsobit i zánět zevního zvukovodu. Toto onemocnění se pozná jednoduše: psovi silně zapáchají uši, ve kterých se tvoří i přebytek mazu.
Co se výživy týče, pak se nejedná o vybíravé plemeno se speciálními požadavky, ale polský ovčák nížinný má velkou chuť k jídlu, proto je dobré dávat si pozor na nadváhu.

## Chov v Česku
V Česku se toto plemeno objevuje jen vzácně, v současné době (září 2015) se zde nachází pouze jedna chovatelská stanice. Polského ovčáka nížinného v tuzemsku zastřešuje Klub chovatelů málopočetných plemen psů (KCHMPP).